# Varkensgras
Varkensgras (Polygonum) is een geslacht van kruidachtige planten uit de duizendknoopfamilie (Polygonaceae). Het geslacht komt wereldwijd zeer algemeen voor, met name in de gematigde streken.
Oorspronkelijk werd het geslacht Polygonum veel ruimer opgevat dan tegenwoordig, maar het geslacht is opgesplitst in duizendknoop (Persicaria), kielduizendknoop (Fallopia) en varkensgras (Polygonum).
In Nederland komen voor:
- Gewoon varkensgras (Polygonum aviculare)
- Zandvarkensgras (Polygonum oxyspermum subsp. raii)

Verder wordt nog beschreven:
- Knolduizendknoop (Polygonum viviparum)
- Strandvarkensgras (Polygonum maritimum)

## Gebruik
In vrijwel alle oude kruidenboeken staat beschreven dat varkensgras een goed middel is tegen bloedspuwingen. Ook werd het kruid vroeger als geneesmiddel aan het vee gegeven.
... · 
P. aviculare (Gewoon varkensgras) · 
P. maritimum (Strandvarkensgras) · 
P. oxyspermum subsp. raii (Zandvarkensgras) · 
P. viviparum (Knolduizendknoop) · 
...
... · 
Calligonum · 
Coccoloba · 
Fagopyrum · 
Fallopia (Kielduizendknoop) · 
Persicaria (Duizendknoop) · 
Polygonum (Varkensgras) · 
Rheum · 
Rumex (Zuring) · 
...